# Pseudipochira hiekei
Pseudipochira hiekei är en skalbaggsart som beskrevs av Stefan von Breuning 1966. Pseudipochira hiekei ingår i släktet Pseudipochira och familjen långhorningar. Inga underarter finns listade i Catalogue of Life.